# مزرعه شاداب
مزرعه شاداب یک منطقهٔ مسکونی در ایران است که در دهستان ارزوئیه واقع شده‌است.